# Claudia Martini
Pour les articles homonymes, voir Martini.
Claudia Martini, née le 21 septembre 1956 à Munich (Allemagne), est une actrice autrichienne.

## Biographie
Après une formation de comédienne et l'obtention de son diplôme à Vienne, Claudia Martini travaille comme comédienne dans les théâtres de Bâle, Berlin, Moscou, Ulm, Salzbourg, Zurich, Klagenfurt et Vienne depuis 1979. Elle apparaît également dans l'émission Martini meets Marlene, dans laquelle elle interprète des chansons de Marlene Dietrich.
Claudia Martini est membre de l'Académie autrichienne du cinéma depuis juin 2010.

## Filmographie partielle

### Au cinéma
- 1987 : Vergiss Sneider de Götz Spielmann
- 1995 : 71 Fragments d'une chronologie du hasard de Michael Haneke
- 2000 : Heimkehr des Jägers de Michael Kreihsl
- 2001 : Dog Days (Hundstage) de Ulrich Seidl
- 2004 : Spiele Leben d'Antonin Svoboda
- 2006 : Home de Patric Chiha
- 2010 : Tag und Nacht de Sabine Derflinger
- 2011 : Anfang 80 de Gerhard Ertl
- 2013 : Oktober November de Götz Spielmann
- 2017 : Incantations (Hagazusa – Der Hexenfluch) de Lukas Feigelfeld
- 2022 : Rimini de Ulrich Seidl
- 2024 :  Des Teufels Bad de Veronika Franz et Severin Fiala :

### À la télévision
- 1989 : Arbeitersaga (partie Das Plakat – April 1945) de Dieter Berner
- 1992 : Im Kreis der Iris de Peter Patzak
- 1994 : Dieses naive Verlangen de Götz Spielmann
- 1995-1996 : Rex, chien flic (Commissaire Rex) de Detlef Rönfeldt
- 1998 : Die Neue d'Oliver Hirschbiegel
- 2006 : Africa mon amour de Carlo Rola